# Gare de Falaise
La gare de Falaise est une ancienne gare ferroviaire française des lignes de Coulibœuf à Falaise et de Falaise à Berjou, située à proximité du centre de la ville de Falaise, dans le département du Calvados en région Normandie. 
Elle est inaugurée le 30 octobre 1859 et mise en service le lendemain par la Compagnie des chemins de fer de l'Ouest et fermée à tout trafic en 1990.

## Situation ferroviaire
Établie à 144 mètres d'altitude, la gare de Falaise était le terminus de la ligne de Coulibœuf à Falaise et l'origine de la ligne de Falaise à Berjou où elle était suivi par la gare de Martigny. Ces deux lignes sont fermées et déclassées.

Plan des voies dans les années 1950

## Histoire
Le conseil général du Calvados, dans sa séance du 28 août 1852, reconnait la nécessité de construire une ligne de chemin de fer entre Mézidon et Granville en passant par Falaise et Condé-sur-Noireau. Le projet n'est pas réalisé en tant que tel, mais l'ouverture successive de plusieurs lignes reprend cet itinéraire.
Dans la deuxième partie des années 1850, des études sont menées par la Compagnie des chemins de fer de l'Ouest afin de relier Mézidon au Mans. Le tracé proposé par la Compagnie passe à sept kilomètres de la ville de Falaise. Un tracé approchant à quinze cents mètres de la ville de Falaise est étudié, mais ce nouveau tracé entraînerait une augmentation trop importante des dépenses. Considérant que l'importance commerciale de Falaise est assez grande pour mériter que le chemin de fer la desserve, on décide de construire un court embranchement ferroviaire d'environ 8 km partant de la nouvelle ligne Le Mans - Mézidon à la hauteur de la gare de Coulibœuf. La ligne principale est ouverte dans sa totalité le 1er février 1859 et l'embranchement vers Falaise le 1er novembre de cette même année.
Gare terminus, son bâtiment voyageur est construit pour le compte de la Compagnie des chemins de fer de l'Ouest dans le style architectural « Ouest ». 
Pour permettre la liaison Falaise - Condé-sur-Noireau, la Compagnie des chemins de fer normands ouvre le 15 avril 1874 une ligne d'intérêt local longue de 29 km entre Falaise et Berjou, située sur la ligne Caen - Flers. Trois ans après l'ouverture de la ligne, la Compagnie des chemins de fer normands est placée en liquidation et l'exploitation de la ligne Falaise - Berjou est reprise par la Compagnie des chemins de fer de l'Ouest à partir du 1er janvier 1878. La gare de Falaise n'est dès lors plus desservie que par des trains de la Compagnie des chemins de fer de l'Ouest, puis par ceux de l'Administration des chemins de fer de l'État après le rachat de la compagnie en 1908.
À partir de 1904, elle est le terminus d'une ligne à voie étroite (60 cm) de la compagnie des Chemins de fer du Calvados en provenance de la gare de Caen et desservant la station de Falaise-Château après avoir traversé la plaine de Caen. L'exploitation de cette ligne à voie étroite est abandonnée en 1932.
La section de la ligne Falaise - Berjou entre Pont-d'Ouilly et Falaise cesse d'être exploitée le 1er mars 1938, au moment de la création de la SNCF.
Après les bombardements de la Seconde Guerre mondiale, la gare est réparée. La quasi-totalité de la ligne de Falaise à Berjou est fermée aux trafic voyageurs en 1954. Le trafic de marchandises cesse définitivement le 27 mai 1990 sur l'embranchement de Coulibœuf et sur ce qu'il reste de la ligne de Berjou (2,630 km). Ces deux lignes sont déclassées du réseau ferré national le 25 février 1993 afin d'agrandir une coopérative et d'aménager un chemin de randonnée. Le bâtiment-voyageurs est finalement démoli en avril 2003 pour laisser la place à un supermarché.